# Haubergsgrund bei Pfaffenwiesbach
Haubergsgrund bei Pfaffenwiesbach este o arie protejată (arie specială de conservare — SAC, sit de importanță comunitară — SCI) din Germania întinsă pe o suprafață de 39,46 ha, integral pe uscat.

## Localizare
Centrul sitului Haubergsgrund bei Pfaffenwiesbach este situat la coordonatele 50°19′41″N 8°37′38″E / 50.3281°N 8.6272°E.

## Înființare
Situl Haubergsgrund bei Pfaffenwiesbach a fost declarat sit de importanță comunitară în noiembrie 2004 pentru a proteja 1 specie de animale. Situl a fost protejat și ca arie specială de conservare în martie 2008.

## Biodiversitate
Situată în ecoregiunea continentală, aria protejată conține 2 habitate naturale: Fânețe de joasă altitudine (Alopecurus pratensis, Sanguisorba officinalis), Păduri aluvionare cu Alnus glutinosa și Fraxinus excelsior (Alno-Padion, Alnion incanae, Salicion albae).
La baza desemnării sitului se află o specie protejată de  nevertebrate: phengaris nausithous (Maculinea nausithous).